# Physella cubensis
Physella cubensis är en snäckart som först beskrevs av Ludwig Pfeiffer 1839.  Physella cubensis ingår i släktet Physella och familjen blåssnäckor. Inga underarter finns listade i Catalogue of Life.